# Robert G. Bergman
Pour les articles homonymes, voir Bergman.
Robert George Bergman est un chimiste américain, né le 23 mai 1942. Il est professeur à la Graduate School et professeur émérite Gerald EK Branch à l'Université de Californie à Berkeley.

## Jeunesse et éducation
Né à Chicago, Robert Bergman est le fils de Joseph J. et de Stella Bergman, née Horowitz. En 1963, il obtient un diplôme en chimie du Carleton College. Sous la direction de Jerome A. Berson (en), il obtient un doctorat en 1966 de l'Université du Wisconsin à Madison. De 1966 à 1967, il est chercheur postdoctoral de l'OTAN au laboratoire de Ronald Breslow à l'Université Columbia, à New York.

## Carrière
Bergman commence sa carrière au California Institute of Technology de Pasadena où il est instructeur de recherche Arthur Noyes (1967-1969), professeur adjoint (1969-1971), professeur agrégé (1971-1973) et professeur ordinaire (1973-1977). De 1977 à 2002, il est professeur de chimie à l'Université de Californie à Berkeley et en 1978, il est également chercheur au Laboratoire national Lawrence-Berkeley. En 2002, il est nommé professeur émérite de chimie de la branche Gerald EK. Bergman passe au statut d'émérite en 2016 et est professeur de la Graduate School et professeur émérite de la branche Gerald EK.

### Recherche
Bergman travaille dans le domaine de la Chimie organique. Il étudie d'abord les mécanismes réactionnels des réactions organiques à Caltech. Il développe des méthodes pour la représentation de molécules très réactives, par exemple les diradicaux 1,3 et les cations vinyles. En 1972, il découvre la cyclisation thermique du cis -1,5-hexadiyne-3-ène en 1,4-déhydrobenzène-diradicaux, maintenant connue sous le nom de cyclisation de Bergman,. Cette réaction joue ensuite un rôle majeur dans la compréhension du mode d’action des antibiotiques antitumoraux,. Depuis le milieu des années 1970, Bergman travaille également dans le domaine de la Chimie organométallique. Il contribue à la synthèse et à la réaction de complexes organométalliques et étudie les composés organométalliques avec des liaisons métal-oxygène et métal-azote. Il découvre également les premiers complexes organométalliques solubles des métaux de transition, auxquels succède l'ajout d'un hydrocarbure saturé (activation CH, insertion CH),.